# Saint-Christol (Vaucluse)
 Saint-Christol  es una población y comuna francesa, en la región de Provenza-Alpes-Costa Azul, departamento de Vaucluse, en el distrito de Carpentras y cantón de Sault.
Está integrada en la Communauté de communes du Pays de Sault.

## Demografía
| 256 | 673 | 366 | 700 | 636 | 555 |
| Para los censos de 1962 a 1999 la población legal corresponde a la población sin duplicidades (Fuente: INSEE [Consultar]) |     |     |     |     |     |